# 沙尔博伊茨
沙尔博伊茨是德国石勒苏益格－荷尔斯泰因州的一个市镇。总面积52.53平方公里，总人口11704人，其中男性5636人，女性6068人（2011年12月31日），人口密度223人/平方公里。